# 飄忽s-
印歐語學中的飄忽s-（s-mobile；“mobile”讀作發音： /ˈmoʊbɪliː/，為拉丁語中性形容詞）是指一些構擬的原始印歐語詞根中可有可無的*s-前綴結構。之所以稱其可有可無，是因為它在一些後代語言中被保留，在另一些後代語言中則無存在的痕跡。

## 概述
此飄忽s-存於一些原始印歐語詞根中，例如詞幹 *(s)tauro-（可能意為“野牛”）在演變為拉丁語 taurus（“公牛”）和古英語 steor（現代英語 steer，“公牛”）時，前者無s-的痕跡而後者保留s-。可認為該詞根在原始印歐語層次s-有無的兩種形式是處於自由變體狀態的，在演變為後代語言時，日耳曼語族（除北日耳曼語支外）保留有s-的詞形，而意大利語族、凱爾特語族、斯拉夫語族等其他分支保留了無s-的詞形。對比：哥特語 stiur、德語 Stier、阿維斯陀語 staora（“牛”）；而古諾爾斯語 、希臘語 tauros、拉丁語 taurus、古教會斯拉夫語 turъ、立陶宛語 tauras、威爾士語 tarw、古愛爾蘭語 tarb、奧斯坎語 turuf 及阿爾巴尼亞語 taroç。
原始印歐語的哪個分支保留有原始的飄忽s-並無特定的規律可言。再如詞根 *(s)teg-（“覆”），一方面產生英語 thatch（“（以茅草）蓋屋頂”；古英語 þeccan）、德語 decken（“覆蓋”）、拉丁語 tegō（“覆蓋”），另一方面則產生希臘語 stégō 和俄語 stog。後代語言在保持s-方面的無規律性說明飄忽s-是存於原始印歐語中的現象，而非一或多支後代語言的創新，消除了該不一致性是由發生在後代語言的前綴脫落和添加所致的可能。
後代語言中有無s-的詞形受各自語言的音變規律的影響而發生不同的演變。例如格林定律預測原始印歐語的 *p 將變為原始日耳曼語 f，但輔音叢 *sp 保持不變。因而詞根 *(s)prek（可能意為“散”）以兩種有一定區別的形式存在於現代英語中：sprinkle（“噴灑”；產生自鼻化有s-的詞形 *sprenk-）和 freckle（“雀斑”；產生自無s-的詞形 *prek-）。另一例子是英語的 spring（“彈躍”）和 frog（“青蛙”），均可追溯至 *(s)preu（“躍”）。這兩組例子中均是無前綴的詞形發生了輕唇化的音變。
飄忽s-後接的只能是輔音或半元音w。常見的是與清塞音的組合：*(s)p-、*(s)t-、*(s)k- 和與流音和鼻音的組合：*(s)l-、*(s)m-、*(s)n-。較少見的是 *(s)w-。

## 起源
有認為原始印歐語詞根的飄忽s-實質上是前詞後綴的殘留，依據是原始印歐語名詞主格常以 *-s 結尾，以及很多有飄忽s-的詞根是動詞性的。這樣的解釋有兩個問題，一是不易解釋非動詞詞根的飄忽s-，二是不易解釋及物動詞的飄忽s-，後者是因為歷時地看印歐語史可以發現，印歐語越向原始印歐語的層次追溯其主賓謂語序性也愈強。這種解釋基本認為飄忽s-的產生是連音的結果。將這種自由變體放在語句的環境中會更易理解，例：*pekyont ~ *spekyont（“他們看到”）的自由變體可能有些難以解釋，但加上賓語構成的 *wlkwoms pekyont ~ *wlkwoms spekyont（“他們看到狼(複)”） 則是不難從語流音變產生的變體平衡。這兩例的發音是有差別的，但差別可能僅在於s長音化與否，意即所謂飄忽s-的產生實際上有兩種可能：
- 一是因連音同化而引起的長音化（s → ss），即無 *s- 的詞形是最原始的詞形。僅部分語音組合學上允許的詞根有飄忽s-，是因為詞根的義不同，所處的語境不同。這是安德魯·希勒所持的觀點。
- 二是因去長音化（ss → s）而導致，即有 *s- 的詞形是最原始的詞形。有s-的詞形處在有-s後綴的名詞後，兩者-s s-的結構在語流中簡化為-s-，並伴隨著詞分界被重新分析（Rebracketing），原本存於動詞前的s-不再被認為是動詞詞根所必需的一部分。這種解釋的受眾性更廣，原因如下：
  1. ss組合的去長音化在原始印歐語已有先例，詞根 *h1és-si → *h1ési 變化存於原始印歐語系詞中；
  2. 原始印歐語多數以 sp-, st- 等輔音叢起始的詞根都有無 s- 的詞形，同時還有很多無飄忽s-的簡單地以 p-, t- 起始的詞根。以語境不同來解釋兩者在分佈形態上的差別不夠有力。

## 例
|    | 詞根        | 含義   | 有s-的派生語彙                                 | 無s-的派生語彙                                                  |
| -- | ----------- | ------ | ---------------------------------------------- | --------------------------------------------------------------- |
| sk | *(s)kap-    | 工具   | 希臘語 skeparnion                              | 拉丁語 capus                                                    |
|    | *(s)kel-    | 彎曲   | 德語 schielen（“瞥”）、希臘語 skolex（“蠕蟲”） | 希臘語 kolon（“四肢”）                                          |
|    | *(s)kep-    | 切刮   | 英語 scab                                      | 後期拉丁語 capulare（“切”）                                     |
|    | *(s)ker-    | 切割   | 英語 shear, share、俄語 škura（“皮膚”）        | 拉丁語 curtus（“短”）、德語 kurz（“短”）、俄語 kora（“外皮”）   |
|    | *(s)ker-    | 彎曲   | 英語 shrink                                    | 拉丁語 curvus（“彎曲”）                                         |
|    | *(s)kleu-   | 完結   | 德語 schließen                                 | 拉丁語 claudere                                                 |
|    | *(s)kʷal-o- | 大魚   | 拉丁語 squalus                                 | 英語 whale                                                      |
| sl | *(s)leug-   | 吞嚥   | 德語 schlucken                                 | 古愛爾蘭語 loingid（“食”）                                      |
| sm | *(s)melo-   | 小動物 | 英語 small                                     | 蓋爾語 mial（“虱”）、俄語 malyj（“小”）、希臘語 mēlon（“小牛”） |
|    | *(s)meld-   | 熔化   | 英語 smelt（借自低地德語或荷蘭語）             | 英語 melt、希臘語 meldein                                       |
| sn | *(s)neh₂-   | 游泳   | 吠陀梵語 snā́ti                                 | 龜茲語 nāskeṃ（“浴”）                                           |
| sp | *(s)peik-   | 鴷/鵲  | 德語 Specht（“鴷”）                            | 拉丁語 pica（“鵲”）                                             |
|    | *(s)plei-   | 劈裂   | 英語 split, splinter                           | 英語 flint                                                      |
|    | *(s)poi-    | 泡沫   | 拉丁語 spuma                                   | 英語 foam                                                       |
|    | *(s)perg-   | 麻雀   | 古英語 spearwa                                 | 拉丁語 parra                                                    |
| st | *(s)teh₂-   | 站立   | 拉丁語 sto, 英語 stand                         | 愛爾蘭語 tá（“是”）                                             |
|    | *(s)twer-   | 旋轉   | 英語 storm                                     | 拉丁語 turba（“攪動”）                                          |
|    | *(s)ton-    | 雷     | 希臘語 stenein                                 | 英語 thunder、拉丁語 tonare                                     |
| sw | *(s)wagʰ-   | 回響   | 英語 sough                                     | 希臘語 ēkhō（“回聲”）                                           |
|    | *(s)wendʰ-  | 萎縮   | 德語 schwinden（“減縮”）                       | 古教會斯拉夫語 u-vęnǫti（“衰萎”）                               |

多種後代語言（拉丁語、希臘語、阿爾巴尼亞語）發生了響音（l, m, n）前的s-脫落的規則音變，因此僅憑這些語言的詞形中s-的缺乏尚不能確定原始印歐語層級詞根的飄忽s-的存在。如：
|    | 詞根        | 含義 | 有s-的派生語彙   | 無s-的派生語彙          |
| -- | ----------- | ---- | ---------------- | ----------------------- |
| sl | *(s)leg-    | 鬆弛 | 英語 slack       | 拉丁語 laxus            |
|    | *(s)lei-    | 泥濘 | 英語 slime       | 拉丁語 linere（“塗油”） |
| sm | *(s)mek-    | 頦   | 愛爾蘭語 smeach  | 拉丁語 maxilla          |
| sn | *(s)neigʷh- | 雪   | 英語 snow        | 拉丁語 nix              |
|    | *(s)nus-    | 兒媳 | 古高地德語 snuor | 拉丁語 nurus            |

## 外鏈
- 印歐語音學——摩擦音